# مسجد أغا عباس
مسجد أغا عباس هو مسجد تاريخي يعود إلى عصر الدولة الصفوية والقاجاريون، ويقع في أمل.